# Noisy-le-Roi
Noisy-le-Roi là một xã của Pháp, nằm ở tỉnh Yvelines trong vùng Île-de-France.
Người dân ở đây trong tiếng Pháp gọi là Noiséens.

## Địa lý
Noisy-le-Roi nằm trong đồng bằng Versailles giữa rừng Marly về phía bắc và ru de Gally về phía nam, trên độ cao khoảng 130 m. Khoảng 1/4 diện tích xã này đã đô thị hóa, 3/4 còn lại là đất nông nghiệp ở phía nam và một phần là rừng.
Các xã giáp ranh gồm: l'Étang-la-Ville về phía bắc, Bailly về phía đông, Fontenay-le-Fleury au sud sur environ 500 m, Rennemoulin về phía tây nam, Villepreux về phía tây -sud-ouest và Saint-Nom-la-Bretèche về phía tây -nord-ouest.

## Hành chính
Hội đồng xã này hiện có 29 ủy viên, được bầu năm 2001.
| Giai đoạn                                      | Tên                      | Đảng | Tư cách |
| ---------------------------------------------- | ------------------------ | ---- | ------- |
| en juin 1790 et encore en sept. 1791           | Charles Jean Trevet      |      |         |
| en mars 1792 (depuis quand et jusqu'à quand ?) | André Lucas              |      |         |
| en sept. 1792                                  | Philippe Daloyau         |      |         |
| est Maire le 24 juillet 1792 & nov. 1792       | François Le Beau         |      |         |
| en janv. 1793                                  | Charles Jean Trevet      |      |         |
| en mars 1793-août 93-nov.93                    | Philippe Daloyau         |      |         |
| en janv. 1794                                  | Claude Courtois          |      |         |
| en avril 1794-sept.94 & 15 mai 1795            | Philppe Daloyau          |      |         |
| en nov. 1794                                   | François Le Beau         |      |         |
| 1795-1800                                      | Étienne Poirié           |      |         |
| 1800-1808                                      | Claude Courtois          |      |         |
| 1808-1813                                      | Nicolas Jacques Demarine |      |         |
| 1813-1815                                      | Jean-Baptiste Bourgine   |      |         |
| 1815-1820                                      | Nicolas Mignot           |      |         |
| 1820-1834                                      | Nicolas Jacques Demarine |      |         |
| 1834-1859                                      | Louis Antoine Guyard     |      |         |
| 1859-1865                                      | Napoléon Mignot          |      |         |
| 1865-1875                                      | Nicolas Delafontaine     |      |         |
| 1875-1880                                      | Louis Vavasseur          |      |         |
| 1880-1900                                      | Victor Beaussieux        |      |         |
| 1900-1922                                      | Ernest Tambour*          |      |         |
| 1922-1923                                      | Charles Courtois         |      |         |
| 1923-1935                                      | Pierre Bonnet            |      |         |
| 1935-1944                                      | Adrien Wallet            |      |         |
| 1944-1945                                      | Marcel Le Bourblanc**    |      |         |
| 1945-1947                                      | Paul Beaudoux            |      |         |
| 1947-1959                                      | Robert Thierry           |      |         |
| 1959-1995                                      | Robert Brame             |      |         |
| 1995-                                          | Michel Colin             |      |         |